# Berrahal
Berrahal là một đô thị thuộc tỉnh Annaba, Algérie. Dân số thời điểm năm 2002 là 18.681 người.